# Chazey-Bons
Chazey-Bons és un municipi francès situat al departament de l'Ain i a la regió d'Alvèrnia-Roine-Alps. L'any 2007 tenia 710 habitants.

## Demografia

### Població
El 2007 la població de fet de Chazey-Bons era de 710 persones. Hi havia 266 famílies de les quals 60 eren unipersonals (20 homes vivint sols i 40 dones vivint soles), 87 parelles sense fills, 95 parelles amb fills i 24 famílies monoparentals amb fills.
La població ha evolucionat segons el següent gràfic:
Habitants censats

### Habitatges
El 2007 hi havia 336 habitatges, 287 eren l'habitatge principal de la família, 29 eren segones residències i 20 estaven desocupats. 303 eren cases i 32 eren apartaments. Dels 287 habitatges principals, 226 estaven ocupats pels seus propietaris, 52 estaven llogats i ocupats pels llogaters i 9 estaven cedits a títol gratuït; 9 tenien dues cambres, 30 en tenien tres, 74 en tenien quatre i 174 en tenien cinc o més. 229 habitatges disposaven pel capbaix d'una plaça de pàrquing. A 108 habitatges hi havia un automòbil i a 161 n'hi havia dos o més.

### Piràmide de població
La piràmide de població per edats i sexe el 2009 era:
| Homes | Edats   | Dones |
| ----- | ------- | ----- |
| 0     | 95 o +  | 0     |
| 0     | 90 a 94 | 0     |
| 4     | 85 a 89 | 12    |
| 12    | 80 a 84 | 4     |
| 12    | 75 a 79 | 24    |
| 0     | 70 a 74 | 12    |
| 20    | 65 a 69 | 8     |
| 24    | 60 a 64 | 20    |
| 32    | 55 a 59 | 20    |
| 12    | 50 a 54 | 20    |
| 24    | 45 a 49 | 16    |
| 40    | 40 a 44 | 36    |
| 24    | 35 a 39 | 20    |
| 28    | 30 a 34 | 32    |
| 0     | 25 a 29 | 16    |
| 8     | 20 a 24 | 8     |
| 20    | 15 a 19 | 28    |
| 32    | 10 a 14 | 20    |
| 44    | 5 a 9   | 28    |
| 8     | 0 a 4   | 12    |

## Economia
El 2007 la població en edat de treballar era de 447 persones, 331 eren actives i 116 eren inactives. De les 331 persones actives 314 estaven ocupades (169 homes i 145 dones) i 17 estaven aturades (8 homes i 9 dones). De les 116 persones inactives 55 estaven jubilades, 33 estaven estudiant i 28 estaven classificades com a «altres inactius».

### Ingressos
El 2009 a Chazey-Bons hi havia 296 unitats fiscals que integraven 746 persones, la mediana anual d'ingressos fiscals per persona era de 17.852,5 €.

### Activitats econòmiques
Dels 55 establiments que hi havia el 2007, 1 era d'una empresa extractiva, 2 d'empreses alimentàries, 1 d'una empresa de fabricació de material elèctric, 9 d'empreses de fabricació d'altres productes industrials, 14 d'empreses de construcció, 12 d'empreses de comerç i reparació d'automòbils, 2 d'empreses de transport, 3 d'empreses d'hostatgeria i restauració, 4 d'empreses financeres, 1 d'una empresa immobiliària, 5 d'empreses de serveis i 1 d'una empresa classificada com a «altres activitats de serveis».
Dels 23 establiments de servei als particulars que hi havia el 2009, 1 era una funerària, 6 tallers de reparació d'automòbils i de material agrícola, 1 taller d'inspecció tècnica de vehicles, 3 paletes, 1 guixaire pintor, 3 fusteries, 1 lampisteria, 2 electricistes, 1 empresa de construcció, 2 restaurants i 2 agències immobiliàries.
Dels 5 establiments comercials que hi havia el 2009, 1 era un hipermercat, 1 un supermercat, 1 una botiga de menys de 120 m² i 2 botigues de mobles.
L'any 2000 a Chazey-Bons hi havia 16 explotacions agrícoles que ocupaven un total de 420 hectàrees.

## Equipaments sanitaris i escolars
El 2009 hi havia una escola elemental.

## Poblacions més properes
El següent diagrama mostra les poblacions més properes.